# Trường Đại học Atma Jaya

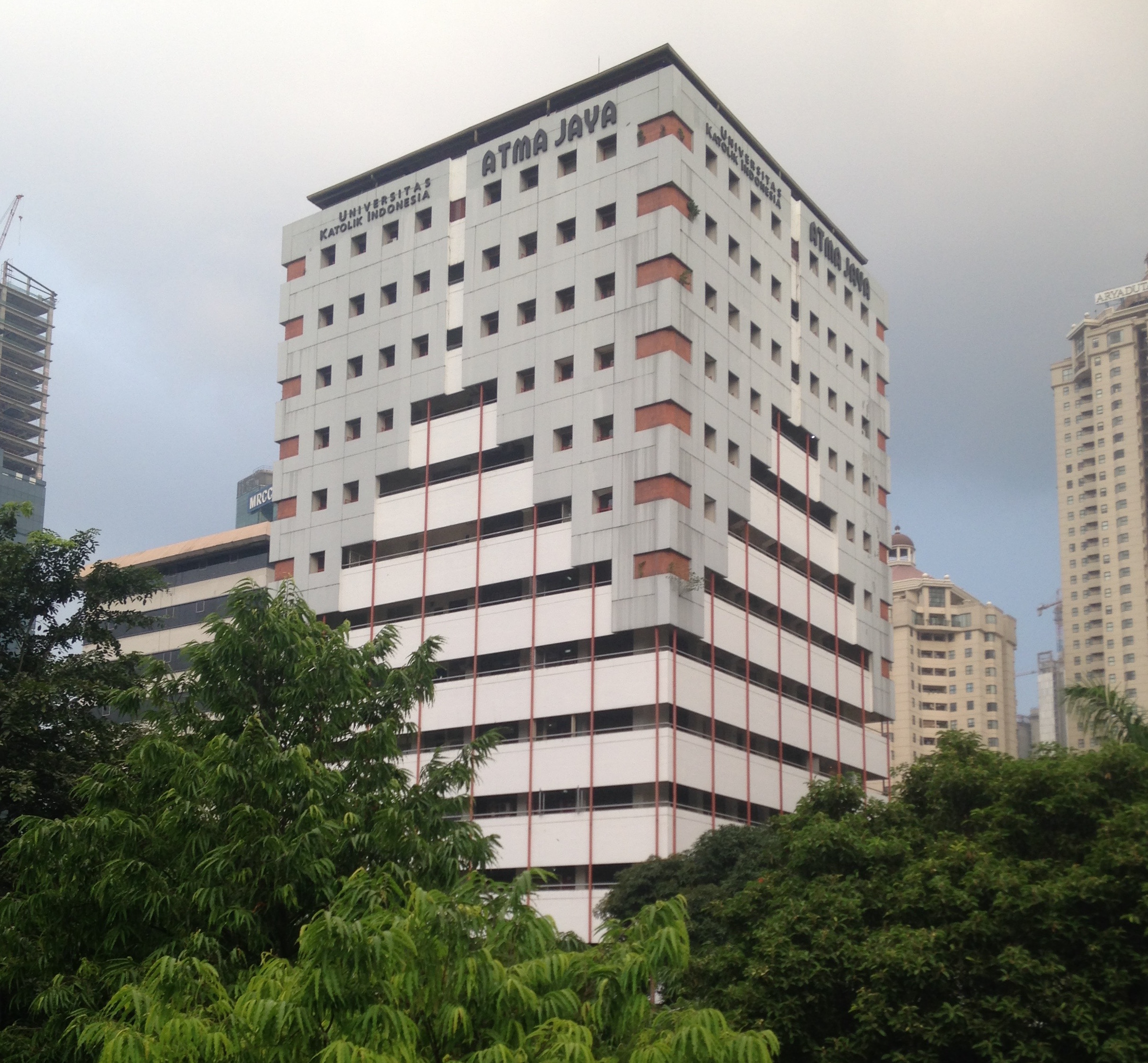
Trường Đại học Atma Jaya

Trường Đại học Atma Jaya là một trường đại học tại Jakarta, Indonesia.

## Lịch sử
Trường đại học Công giáo đầu tiên tại Indonesia được thành lập vào năm 1955 ở Bandung (Đại học Công giáo Parahyangan) và Yogyakarta (Đại học Sanata Dharma).
Viện Atma Jaya Institute ở Jakarta được lập bởi một nhóm các nhà tri thức Công giáo vào ngày 1/6/1960. Viện này đã thành lập một cơ sở đào tạo bậc đại học có tên Đại học Công giáo Atma Jaya Indonesia.

## Các khoa

### Khoa Kinh tế
Khoa Kinh tế được lập ngày 11/7/1960 và khoa đầu tiên của đại học này (???). Buổi học đầu tiên bắt đầu từ tháng 10/1960 với chương trình "kinh tế học doanh nghiệp" (hiện là quản trị kinh doanh). Năm 1974 thêm ngành kế toán và năm 1992 thêm ngành kinh tế học phát triển.

### Khoa Nghiên cứu hành chính
Nghiên cứu hành chính là khoa thứ hai, thành lập vào ngày 11/7/1960 với tên gọi là Khoa Chính trị và Xã hội. Vào năm 1970, khoa này được đổi tên thành Khoa Nghiên cứu Xã hội và vào năm 1985 thì được đổi tên thành Khoa Quản trị Kinh doanh

### Khoa Giáo dục Đào tạo
Thành lập năm 1961 với tên gọi là Khoa Giáo dục. Khoa này có các ngành: Giáo dụcm tiếng Anh và Lịch sử dù ngành lịch sử được bỏ năm 1964. Năm 1990, khoa này được đổi tên như hiện nay.

### Khoa Kỹ thuật
Khoa này được mở ngày 1 tháng 7 năm 1961 với ngành Kỹ thuật Cơ khí. Năm 1979 bổ sung ngành Kỹ thuật Điện và thêm ngành Kỹ thuật Công nghiệp năm 1999.

### Khoa Luật
Khoa Luật được mở ngày 3 tháng 7 năm 1965.

### Khoa Y
Khoa Y được mở ngày 27 tháng 12 năm 1967, ban đầu nằm tại Bệnh viện Saint Carolus.

### Khoa Tâm lý học
Khoa Tâm lý học được mở năm 1992 với các ngành: Tâm lý Giáo dục, Tâm lý Tổ chức và Công nghiệp, Tâm lý Lâm sàng, Tâm lý Phát triển, Tâm lý Xã hội và Tâm lý thí nghiệm.

### Công nghệ sinh học
Được mở năm 2002.

### Nghiên cứu sinh
Ngày 16 tháng 10 năm 1992, Đại học Atma Jaya bắt đầu mở khóa cao học về ngôn ngữ học, chủ yếu là tiếng Anh. Ngày 4 tháng 10 năm 1993 thêm cao học quản trị kinh doanh.